# Mais qu’est-ce que j’ai ?
Mais qu'est-ce que j'ai ? est une chanson française composée en 1947 par Henri Betti avec des paroles d'Édith Piaf. Elle a été déposée à la Sacem le 18 août 1947 et éditée par Paul Beuscher.

## Histoire
En 1947, Édith Piaf et Yves Montand venaient de se quitter amicalement et Édith Piaf avait écrit les paroles d'une chanson en souvenir de leur histoire d'amour dont le départ était Mais qu'est-ce que j'ai à tant l'aimer que ça me donne envie de crier !. Elle demanda à Henri Betti de mettre la musique sur ses paroles en s'inspirant du style d'Yves Montand.
Quand ils finirent d'écrire la chanson, Henri Betti partit la proposer à Yves Montand et il lui proposa aussi C'est si bon qu'il avait écrite avec des paroles d'André Hornez au même moment que Mais qu'est-ce que j'ai ? et déposée à la Sacem le même jour.
Avant d'enregistrer Mais qu'est-ce que j'ai ? sur un disque, Yves Montand chanta la chanson au Théâtre de l'Étoile le 10 octobre 1947.
Le 6 octobre 1958, il rechanta la chanson au Théâtre de l'Étoile pour son récital avec l'orchestre de Bob Castella.
En 1959, il chanta la chanson à Broadway pour le concert An Evening with Yves Montand présenté au Henry Miller's Theatre (en) du 22 septembre au 31 octobre. En 1961, il rechanta la chanson à Broadway pour un autre concert présenté au John Golden Theatre du 24 octobre au 16 décembre.

## Liste des pistes
78 tours —  Odeon 281.859 enregistré le 3 novembre 1947 avec une orchestration de Jean Marion.
A. Mais qu'est-ce que j'ai ?
B. Ma p'tite Môme (musique de Marguerite Monnot et paroles d'Henri Contet)

## Reprises
En 1948, Fred Freed et Jacques Breux enregistrent la chanson au piano pour le disque Cocktail Yves Montand.
Le 5 janvier 1948, Bernard Hilda enregistre la chanson avec son orchestre. Sur l'autre face du disque, il enregistre C'est si bon.
Le 20 mai 1948 et le 8 février 1950, Henri Betti interprète la chanson au piano aux émissions de radio Un quart d'heure avec et Gala de Bernay.
Le 27 septembre 1948, Raymond Girerd enregistre la chanson avec l'orchestre de Louis Ledrich. Sur l'autre face du disque est enregistrée C'est si bon par Maria Sandrini (toujours avec l'orchestre de Louis Ledrich).
En 1949, Yvonne Blanc enregistre la chanson au piano. Sur l'autre face du disque, elle enregistre également au piano C'est si bon.
En 1950, Nila Cara enregistre la version féminine de la chanson (toujours avec des paroles d'Édith Piaf) pour l'album Les Chanteuses de la Place Pigalle.
En 1958, Léo Chauliac enregistre la chanson avec son orchestre pour l'album 25 ans de succès.
En 1960, Roland Bourque enregistre la chanson au piano pour l'album Piano Moods à la Française.
En 1963, Henri Leca enregistre un pot-pourri de la musique avec son orchestre pour l'album Surprise-Partie Monstre où il enregistre également un pot-pourri de trois autres musiques composées par Henri Betti : La Polka des barbus, C'est si bon et Maître Pierre.
En 1965, Raymond Berthiaume (en) enregistre la chanson avec l'orchestre de Roger Gravel pour l'album L'inoubliable. En 1958, il avait enregistré C'est si bon avec son groupe instrumental Les 3 Bars pour l'album Rêver. En 1993, il réenregistre Mais qu'est-ce que j'ai ? pour l'album Les Grands Succès.
En 1974, Bruno Lorenzoni enregistre la chanson avec son orchestre pour l'album Danse avec Moi où il enregistre également La Chanson du maçon et C'est si bon.
En 1985, Nelly Gustin chante la chanson avec l'orchestre de Robert Quibel à l'émission Thé Dansant présentée par Charles Level.
En 1993, Stéphane Chomont chante la chanson avec l'orchestre de Jean Sala à l'émission La Chance aux chansons présentée par Pascal Sevran.
En 2013, Clark Baxtresser enregistre la chanson.
En 2015, Lambert Wilson enregistre la chanson avec des arrangements musicaux de Bruno Fontaine pour l'album Wilson chante Montand.
En 2020, Tássia Minuzzo enregistre la chanson avec un accompagnement à l'accordéon. L'année suivante, elle l'interprète avec un accompagnement guitare au Centro Cultural 25 de Julho (pt) à l'occasion du 70ème anniversaire de la création de l'association.
En 2024, la petite-fille de Brian Mulroney chante la chanson à ses funérailles organisées à la Basilique Notre-Dame de Montréal car c’était sa chanson préférée.

## Adaptation
En 1949, Harold Rome écrit les paroles anglaises et la chanson est enregistrée en mars 1950 par Madelyn Russell avec l'orchestre de Mitch Miller. Le titre de la chanson devient What Can I Do ?.

## Filmographie
En 1951, André Tabet fredonne la chanson dans Compositeurs et Chansons de Paris où il fredonne aussi La Chanson du maçon, Le Régiment des mandolines et C'est si bon.
En 1953, la mélodie de cette chanson est jouée par un orchestre dans Soyez les bienvenus où celle de C'est si bon est également jouée.

## Anecdotes
En 1925, le compositeur Henri Christiné et le parolier Rip écrivent une chanson qui porte le même titre pour Marie Dubas qui l'interprète dans l'opérette P.L.M présentée au Théâtre des Bouffes-Parisiens.
En 1993, Christian Vidal écrit et interprète une chanson qui porte le même titre.